# 新乌克兰卡 (新米科拉伊夫卡市镇)
47°56′2″N 35°59′32″E / 47.93389°N 35.99222°E
新烏克蘭卡（烏克蘭語：Новоукраїнка）是位於烏克蘭東南部的村莊，由扎波羅熱州扎波羅熱区的新米科拉伊夫卡市镇負責管轄。該村始建於1921年，面積7.3平方公里，海拔高度120米，2001年人口390，人口密度每平方公里53.4人。